# ブラス・リベロス
ブラス・ミゲル・リベロス・ガレアーノ（スペイン語: Blás Miguel Riveros Galeano, 1998年2月3日 - ）は、パラグアイ出身のサッカー選手。

## 来歴
2016年5月、オリンピア・アスンシオンからFCバーゼルに移籍した。オリンピアのファーストチームからバーゼルへの加入はデルリス・ゴンサレス以来2人目となる。
2020年10月5日、ブレンビーIFに4年契約で移籍した。

## 代表
2016年、パラグアイ代表に初招集され、同年6月に開催されたコパ・アメリカ・センテナリオのメンバーに選出された。